# Association des oulémas musulmans algériens

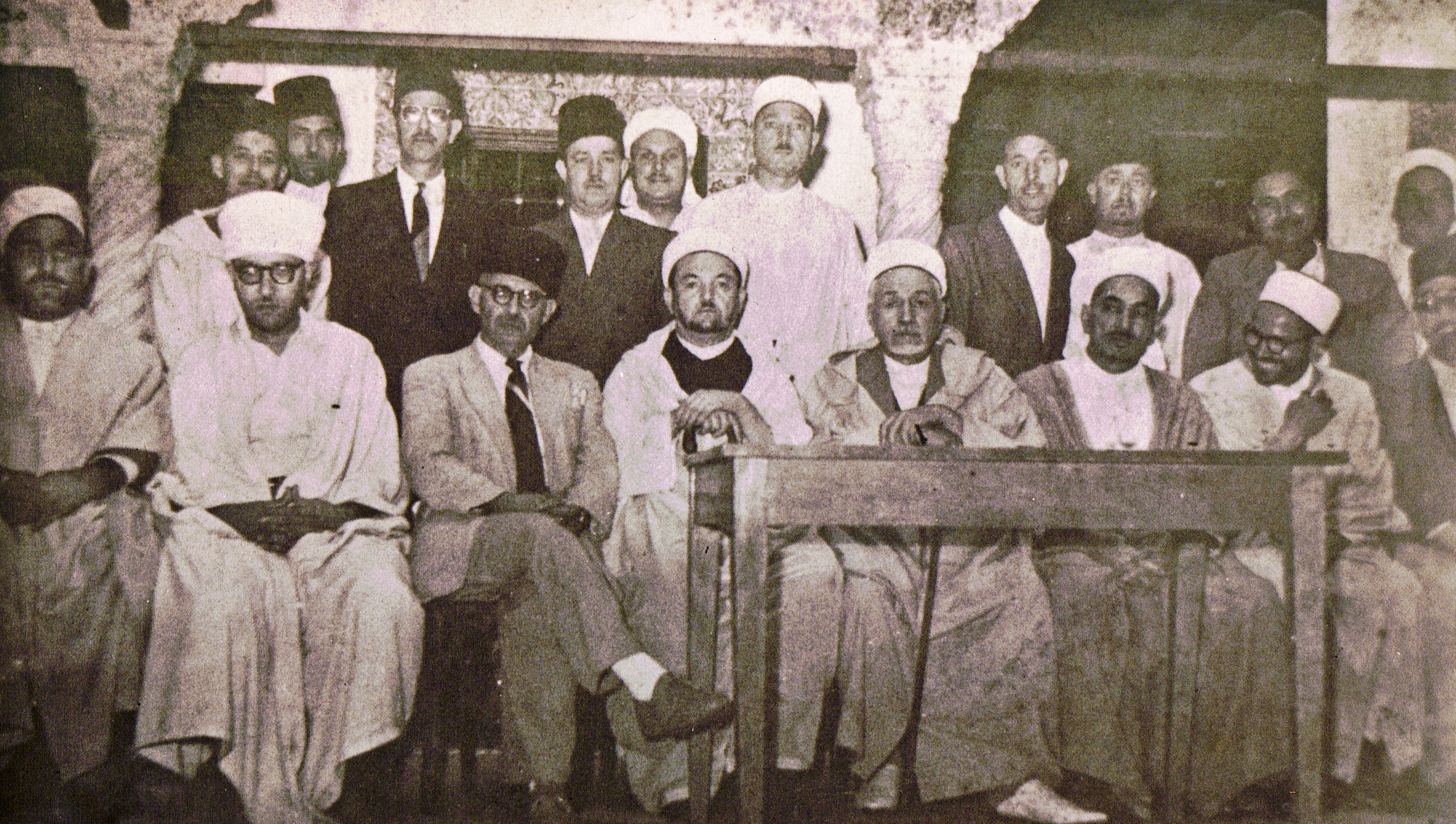
Mitglieder der AUMA in den späten 1950er Jahren

Als Vereinigung der algerischen muslimischen Rechtsgelehrten (Deutsch für französisch Association des oulémas musulmans algériens; abgekürzt oft AOMA, seltener auch AUMA) war eine religiöse und politische Organisation, die von 1931 bis 1957 in Algerien existierte. Sie war eine Vereinigung muslimischer Rechtsgelehrter und entwickelte sich zu einer Keimzelle der algerischen Nationalidee.

## Geschichte
Die Organisation wurde stark vom führenden reformistischen Rechtsgelehrten Algeriens Abdelhamid Ben Badis geprägt, der die Vereinigung 1931 in Constantine gründete. Ben Badis und seine Anhänger forderten eine reformistische Wende in der religiösen Praxis des Landes und wandten sich gegen die angestammten religiösen Strukturen des Sufi-Orden und des Maraboutismus. Die Organisation gab sich nach ihren Statuten als strikt apolitisch.
Die französische Kolonialverwaltung sah die AUMA als potentielle Bedrohung des politischen Status quo, da befürchtet wurde, sie könnte die mit Frankreich kooperierenden, angestammtem religiösen Institutionen verdrängen. Sie hatte Anfang der 1930er-Jahre rund 1.500 Mitglieder und verfügte über rund 100 Einrichtungen im Land. 1933 wurde der Organisation der Zugang zu den offiziellen, staatlich unterstützten Moscheen verboten. 1934 kam es zur Schließung zahlreicher Publikationen des Verbands. Daraufhin kam es in Constantine und Tlemcen zu Demonstrationen mehrerer Tausend Unterstützer der AUMA. 1936 vermittelte Tayyib Utbi einen Modus vivendi mit den Kolonialbehörden. Gegenüber politischer Zurückhaltung der Rechtsgelehrten sollte die Organisation die Neutralität der Behörden genießen. Im selben Jahr schloss sich die Organisation der Forderung nach juristischer und ökonomischer Gleichstellung der algerischen Muslime mit den Algerienfranzosen an. 1938 erfolgte ein erneuter Versuch, das Wachstum der AUMA durch repressive Gesetze für konfessionelle Schulen einzudämmen. Während des Zweiten Weltkriegs wurden mehrere Kader der Organisation verhaftet, da die französischen Behörden deren Kollaboration befürchteten.
1954 betrieb die Organisation 181 madāris mit rund 40.000 Schülern. Nach Beginn des Algerienkriegs wurde die Organisation von den französischen Behörden verboten und ihr Vermögen eingezogen. Die AUMA trug durch logistische und politische Unterstützung zum Kampf der Nationalen Befreiungsfront bei und ging nach ihrem Verbot 1957 in dieser auf. Nach der Unabhängigkeit des Landes prägten viele ehemalige Kader der AUMA das Schul- und Erziehungssystem des Landes.